# Філіппік (візантійський імператор)
Філіппік Вардан (грец. Φιλιππικὸς Βαρδάνης, вірм. Վրթանես; ? — 3 червня 713, Константинополь) — імператор Візантії з 711 по 713 роки.

## Біографія
Філіппік спочатку звався Вардан. Він був одним з тих імператорів Візантії, що мали вірменське походження. Його батько Никифор служив офіцером у Константа II. Вардан також почав свою кар'єру у війську. Він потрапив у немилість, тому імператор Юстиніан II заслав його у Крим. У Херсонесі при підтримці хазар у 711 році Філіппік оголосив себе імператором. Зібравши військо і флот, він пішов на Константинополь та захопив місто, скинув з трону й убив попереднього імператора Юстиніана II.
Філіппік Вардан був переконаним монофелітом і відразу ж після приходу до влади оголосив скасування постанов Шостого Вселенського собору. Монофелітство стало офіційною доктриною імперії. Це викликало широке невдоволення. До того ж імператор не справлявся з керуванням імперією. У 712 він переміг болгар, однак не зміг запобігти проникненню арабів у імперію. Араби зі сходу, болгари з північного заходу здійснювали набіги на імперію, грабуючи і забираючи невільників. Імператор ж безперервно бенкетував. Після одного з бенкетів у 713 році змовники захопили імператора і негайно його засліпили, а потім й вбили.